# Bugsy
Bugsy è un film del 1991 diretto da Barry Levinson, con protagonista Warren Beatty che interpreta il mafioso Bugsy Siegel.

## Trama
Il gangster ebreo Benjamin Siegel, detto Bugsy, il Pidocchio o anche il Pazzo (Bugsy è sinonimo di follia),  è uno dei principali bracci armati della Mafia statunitense, ed è amico di vecchia data del gangster Meyer Lansky. Si reca a Los Angeles per impadronirsi del racket della West Coast per conto dei principali gangsters e padrini statunitensi. Si compra anche una casa a Beverly Hills, mentre la moglie Esta e le figlie Millicent e Barbara rimangono a Scarsdale.
Giunto a Los Angeles, rimane fortemente attratto dal mondo del cinema, e perde la testa per un'attricetta di nome Virginia Hill, che in breve finisce per procurargli un guaio dietro l'altro. Dopo un viaggio nel deserto del Nevada, dove si reca per chiudere una bisca, Bugsy ha un'illuminazione: costruire un tempio del gioco d'azzardo nel mezzo di quel deserto.
Nasce quindi la lucente e gloriosa Las Vegas, costruita sulla pianta di un piccolo e insignificante villaggio.
Ma il progetto si rivela ben presto un fallimento: Virginia gli ruba parte dei soldi per la costruzione che Bugsy ha ottenuto vendendo a vari mafiosi quote del Flamingo e, in seguito, lo stesso hotel non rende i soldi previsti.
Per questo motivo e per la sua eccentricità ritenuta sinonimo di inaffidabilità Bugsy verrà assassinato una notte da diversi colpi di pistola nella sua casa di Los Angeles il 20 giugno 1947. Una settimana dopo la sua morte, Virginia restituisce tutti i soldi e si ucciderà in Austria nel 1966. La gestione del Flamingo torna alle famiglie mafiose, e nel 1991 i 6 milioni di dollari investiti da Bugsy hanno fruttato 100 miliardi di dollari.

## Riconoscimenti
- 1992 - Premio Oscar
  - Migliore scenografia a Dennis Gassner e Nancy Haigh
  - Migliori costumi a Albert Wolsky
  - Nomination Miglior film a Barry Levinson, Mark Johnson e Warren Beatty
  - Nomination Migliore regia a Barry Levinson
  - Nomination Miglior attore protagonista a Warren Beatty
  - Nomination Miglior attore non protagonista a Harvey Keitel
  - Nomination Miglior attore non protagonista a Ben Kingsley
  - Nomination Migliore sceneggiatura originale a James Toback
  - Nomination Migliore fotografia a Allen Daviau
  - Nomination Miglior colonna sonora a Ennio Morricone
- 1992 - Golden Globe
  - Miglior film drammatico a  Barry Levinson, Mark Johnson e Warren Beatty
  - Nomination Migliore regia a Barry Levinson
  - Nomination Miglior attore in un film drammatico a Warren Beatty
  - Nomination Miglior attrice in un film drammatico a Annette Bening
  - Nomination Miglior attore non protagonista a Ben Kingsley
  - Nomination Miglior attore non protagonista a Harvey Keitel
  - Nomination Migliore sceneggiatura a James Toback
  - Nomination Miglior colonna sonora a Ennio Morricone
- 1991 - Chicago Film Critics Association Awards
  - Miglior attore non protagonista a Harvey Keitel
  - Nomination Miglior regia a Barry Levinson
  - Nomination Miglior attore protagonista a Warren Beatty
  - Nomination Migliore attrice protagonista a Annette Bening
  - Nomination Miglior sceneggiatura a James Toback
- 1992 - MTV Movie Award
  - Nomination Miglior bacio a Warren Beatty e Annette Bening
- 1991 - National Board of Review Award
  - Migliori dieci film
  - Miglior attore protagonista a Warren Beatty
- 1992 - Festival internazionale del cinema di Berlino
  - Nomination Orso d'oro a Barry Levinson
- 1991 - Los Angeles Film Critics Association Award
  - Miglior film
  - Migliore regia a Barry Levinson
  - Migliore sceneggiatura a James Toback
  - Nomination Miglior attore protagonista a Warren Beatty
- 1992 - American Society of Cinematographers
  - Miglior fotografia a Allen Daviau
- 1994 - Premio Bambi
  - Miglior attore internazionale a Ben Kingsley
- 1992 - Artios Award
  - Nomination Miglior casting per un film drammatico a Ellen Chenoweth
- 1992 - Dallas-Fort Worth Film Critics Association Awards
  - Nomination Miglior film
  - Nomination Miglior attore protagonista a Warren Beatty
  - Nomination Miglior attore non protagonista a Harvey Keitel
  - Nomination Miglior fotografia a Allen Daviau
- 1992 - DGA Award
  - Nomination Miglior regia a Barry Levinson
- 1992 - National Society of Film Critics Awards
  - Miglior attore non protagonista a Harvey Keitel
  - Nomination Miglior film
  - Nomination Miglior attore protagonista a Warren Beatty
  - Nomination Miglior attore non protagonista a Elliott Gould
  - Nomination Miglior sceneggiatura a James Toback
  - Nomination Miglior fotografia a Allen Daviau
- 1992 - WGA Award
  - Nomination Miglior sceneggiatura a James Toback